# Risum Enge
Risum Enge er et botanisk vigtigt, fredet naturområde, der ligger ved sydsiden af Selde Vig ved Fur Sund i Limfjorden, tæt ved den nordligste spids af Salling i Skive Kommune. 
Den høje vandstand, saltpåvirkningen fra Limfjorden samt jordbundens indhold af kalk skaber grobund for en artsrig flora med flere meget sjældne arter. Artslisten tæller sort skæne, dværgulvefod, Klokkeensian og benbræk. Hvor jorden er kalkholdig vokser orkidéer. Langs kysten strækker sig strandenge med jordbærkløver, strandasters og strandtrehage.

## Landskabet
Langs Selde Vig, der danner en lille bugt på Fur Sund, findes træløse, lave og udstrakte strandenge. De fredede Risum Enge strækker sig langs vigens sydlige kyst. Dynamiske strandvolde og flotte krumodder gør stranden spændende. En af krumodderne har dannet en 300 meter lang strandsø med et temporært afløb til Selde Vig.
På Risum Enge gennemføres naturpleje med kreaturgræsning for at bevare den enestående flora og hindre, at området gror til med skyggedannende stauder, tagrør og pil.

## Dyrelivet
Opskyllet på limfjordskysterne er kendt for at rumme mange forskellige strandskaller. Ud over blåmusling, hestemusling, sandmusling og hjertemusling forekommer tøffelsnegl og tæppemusling samt sjældnere knivmusling og hampefrømusling. Skaller fra Limfjordens oprindelige bestand af østers skyller også op på kysten.
Blandt ynglefugle forekommer strandskade, engpiber og sanglærke. Langs kysten ses arter af måger og terner, fiskehejre, skarv og ande- og vadefugle.

## Naturbeskyttlese
I Risum Enge blev 28 hektar fredet ved kendelse i Fredningsnævnet den 25. september 1974
Risum Enge og Selde Vig og de omliggende områder er et internationalt naturbeskyttelsesområde (nr. 221) under Natura 2000 projektet, og 322 hektar er EU-habitatområde.